# L'Amour blessé

L'Amour blessé est un film dramatique québécois écrit et réalisé par Jean Pierre Lefebvre, sorti en 1975

## Synopsis
Louise, un ouvrière de 26 ans rentre tard, comme tous les soirs, dans son petit appartement montréalais. Vivant dans la solitude depuis que son mari l'a quittée, elle s'évade en écoutant la radio, notamment une émission de confidences intimes où elle projette sur d'autres femmes en souffrance son propre cas.

## Fiche technique
- titre : L'Amour blessé
- sous-titre : Confidences de la nuit
- Réalisation et scénario : Jean Pierre Lefebvre
- Photographie : Jean-Charles Tremblay
- Son : Jacques Blain
- Montage et production : Marguerite Duparc
- Société de production : Cinak Compagnie Cinématographique
- Sociétés de distribution
  - Canada : Disci
  - France : Capital Film
- Budget : 54000 dollars canadiens
- Pays d'origine: Canada (Québec)
- Format : 35 mm, Couleurs, 1,66:1, son mono
- Genre : drame
- Durée : 78 minutes
- Dates de sortie : 
  - Canada : 21 octobre 1975
  - France : 29 septembre 1976

## Distribution
- Louise Cuerrier : Louise

et les voix de Paule Baillargeon, Pierre Curzi, Monique Mercure, Gilles Proulx, Jocelyn Bérubé et Raymond Cloutier

## Autour du film
- Louise Cuerrier est la seule actrice qui apparaisse à l'écran. Les autres acteurs prêtent leur voix aux autres personnages (voisins, parents, présentateur et invités à la radio).
- Le film a été tourné à Montréal en deux soirées seulement, 22 et 23 mars 1975